# لويز فيليب
لويز فيليب (16 فبراير 1985 ببورتو أليغري في البرازيل - ) هو لاعب كرة قدم برازيلي في مركز الدفاع. لعب مع باوليستا وغريميو بورتو أليغرينزي ونادي جوفنتودي ونادي سي آر بي ونادي فيلا نوفا وGuaratinguetá Futebol ‏ ونادي أمريكا وNacional Futebol Clube ‏.

## وصلات خارجية
- لويز فيليب على موقع قاعدة بيانات كرة القدم.إي يو (الإنجليزية)
- لويز فيليب على موقع Soccerway.com (الإنجليزية)